# Chiapa de Corzo
Chiapa de Corzo je město ležící 14 km od Tuxtly. Bylo v roce 1528 založeno španělským dobyvatelem Diegem de Mazariegos. Původně zde bylo území Indiánů kmene Chiapa. Město je typické výrobou smaltovaných předmětů. Převažuje zde čistě koloniální architektura. Architektonickou perlou města je fontána na hlavním náměstí, která zpodobňuje španělskou korunu.
Město se nachází v regionu Centro.